# Kuba Więcek
Jakub Więcek (ur. 29 października 1994, Rybnik) – polski saksofonista i kompozytor jazzowy.

## Biografia
Studiował przez rok w Amsterdamie, a następnie w Rytmisk Musikkonservatorium w Kopenhadze. Jego nauczycielami byli m.in.: Lee Konitz, Steve Lehman czy David Binney. Obecnie mieszka w Warszawie.
Dnia 24 marca 2017 ukazał się jego debiutancki album nagrany w trio pt. „Another Raindrop”, w ramach legendarnej serii wydawniczej Polskich Nagrań - Polish Jazz (vol. 78). Płyta przyniosła artyście nagrodę Fryderyka 2018 w kategorii Jazzowy Fonograficzny Debiut Roku.
W 2019 roku wydał kolejną płytę w serii Polish Jazz, "Multi-tasking". Płyta została nagrodzona tytułem polskiej płyty roku przez "Politykę".

## Dyskografia
- 2017: „Another Raindrop” [Polish Jazz vol. 78 Polskie Nagrania/Warner Music 9029583549]
- 2019: „Multi-tasking” [Polish Jazz vol. 82 Polskie Nagrania/Warner Music 9029547591]
- 2019: „Berry” (+ Max Mucha, Moritz Baumgärtner, Ralph Alessi, Mateusz Gawęda) [Audio Cave ACD-011-2019]